# John Butcher
John Butcher (Brighton, 1954) è un sassofonista inglese.

## Biografia
Ha iniziato a suonare all'università del Surrey dove studiava fisica. Dopo il diploma si concentra sulla musica. Comincia così a suonare jazz convenzionale, però presto passa ad un approccio più libero.

## Discografia
- 1989 News from the Shed
- 1995 Concert Moves
- 1999 Lights View
- 2000 Requests and Antisongs
- 2001 The Contest of Pleasure
- 2001 Vortices and Angels
- 2002 Apples of Gomorrah
- 2003 Invisible Ear
- 2003 Optic
- 2004 New Oakland Burr
- 2005 Albi Days
- 2006 Concentric
- 2008 Buffalo Pearl
- 2009 somethingtobesaid
- 2012 Bell Trove Spools
- 2014 John Butcher / Fred Frith: The Natural Order